# Paidiscura
Paidiscura là một chi nhện trong họ Theridiidae.